# Nakhon Si Thammarat (tỉnh)
Nakhon Si Thammarat (tiếng Thái: จังหวัดนครศรีธรรมราช, phát âm [ná(ʔ).kʰɔ̄ːn sǐː tʰām.mā.râːt]) là một tỉnh miền Nam của Thái Lan, tại bờ tây của vịnh Thái Lan. Tính đến năm 2018 , đây là tỉnh đông dân nhất miền Nam Thái Lan, với dân số khoảng 1,5 triệu người. Các tỉnh giáp giới là (từ phía nam theo chiều kim đồng hồ) Songkhla, Phatthalung, Trang, Krabi và Surat Thani.